# Hervé Fabre-Aubrespy
Hervé Fabre-Aubrespy (ur. 20 lipca 1956 w Lyonie) – francuski polityk i urzędnik państwowy, poseł do Parlamentu Europejskiego IV kadencji, mer Cabriès.

## Życiorys
Absolwent École polytechnique i École nationale d’administration. Od 1983 zatrudniony w Radzie Stanu, uzyskał rangę urzędniczą conseiller d'État.
Był działaczem Zgromadzenia na rzecz Republiki, od 1986 do 1988 pracował w gabinecie politycznym ministra Charles'a Pasqua. W 1994 uzyskał mandat eurodeputowanego IV kadencji z ramienia Ruchu dla Francji, który zorganizował Philippe de Villiers. W PE zasiadał do 1999, m.in. jako wiceprzewodniczący Grupy Niezależnych na rzecz Europy Narodów.
W 1995 został radnym Cabriès, od 2001 do 2008 zajmował stanowisko mera tej miejscowości, następnie ponownie objął mandat radnego. W latach 2008–2012 pracował w gabinecie politycznym premiera François Fillona. Został w międzyczasie działaczem Unii na rzecz Ruchu Ludowego, a w 2010 wszedł w skład władz krajowych tego ugrupowania. W 2014 ponownie wybrany na urząd mera Cabriès, pełnił tę funkcję do 2020. W 2021 uzyskał mandat radnego regionu PACA.